# Powiat warszawski zachodni

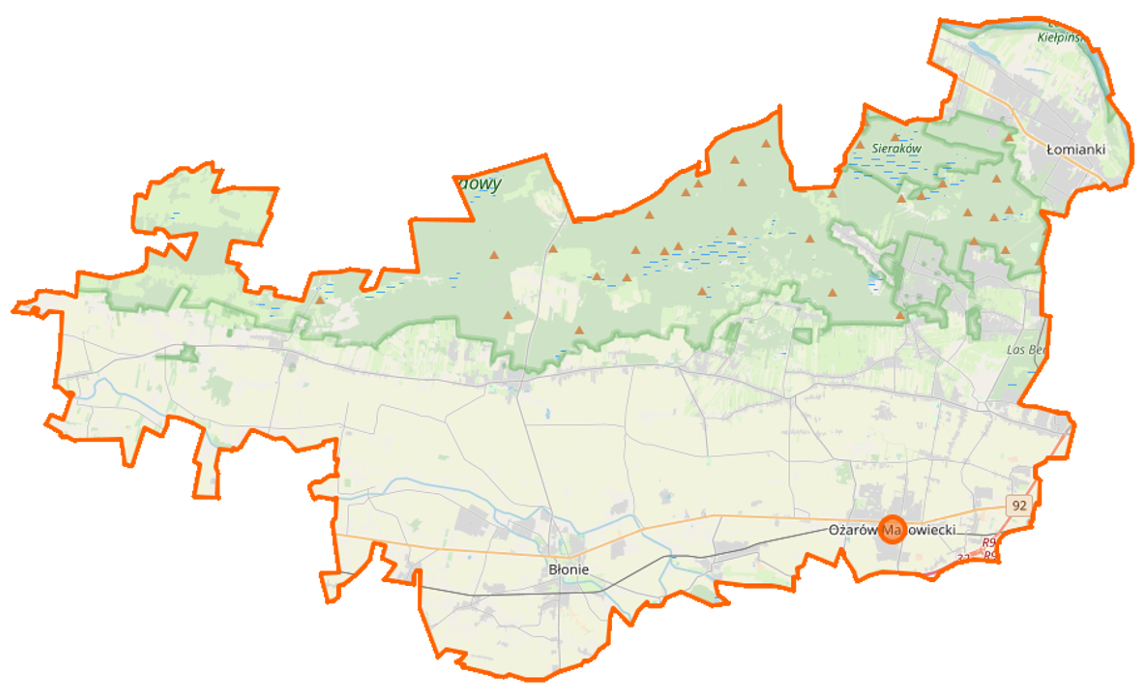
Mapa powiatu

Powiat warszawski zachodni – powiat w Polsce położony w zachodniej części województwa mazowieckiego, utworzony w 1999 roku w ramach reformy administracyjnej. Siedzibą jego władz jest miasto Ożarów Mazowiecki (do 31 grudnia 2005 władze mieściły się w Warszawie).
Według danych z 30 czerwca 2020 roku powiat zamieszkiwały 119 503 osoby.

## Podział administracyjny
W skład powiatu wchodzą:
- miasta:  Błonie,  Łomianki,  Ożarów Mazowiecki
- gminy miejsko-wiejskie:  Błonie,  Łomianki,  Ożarów Mazowiecki
- gminy wiejskie:  Izabelin,  Kampinos,  Leszno,  Stare Babice

## Demografia

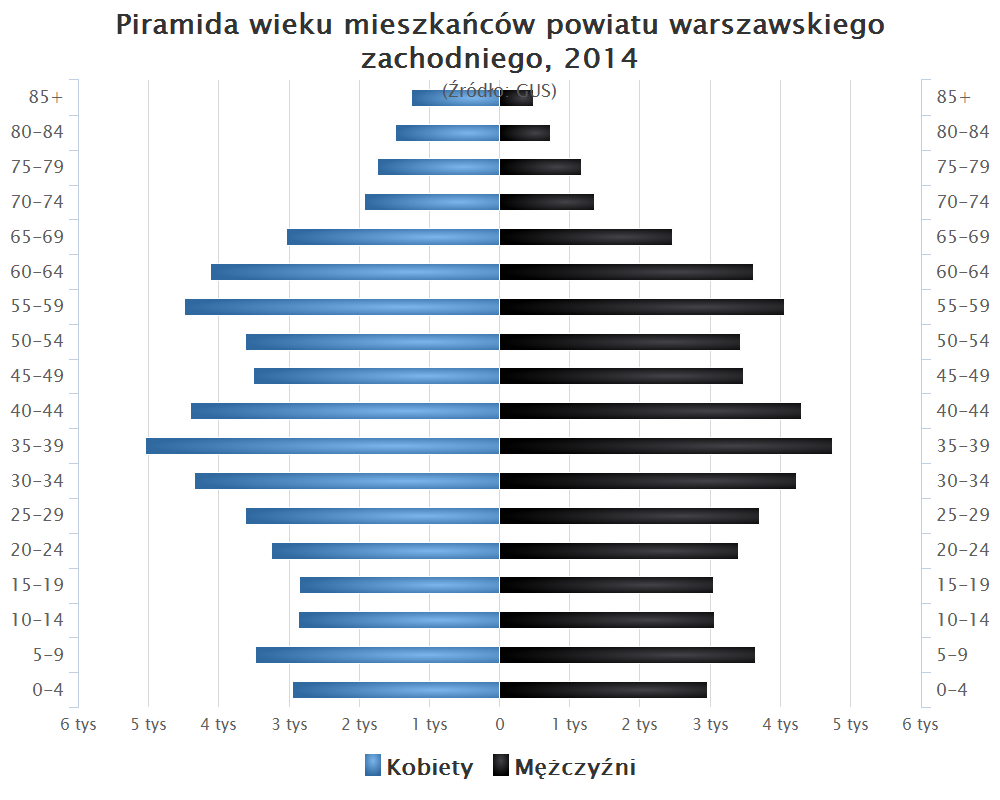
Piramida wieku mieszkańców powiatu warszawskiego zachodniego w 2014 roku

Liczba ludności (dane z 30 czerwca 2020):
|        | Ogółem  | Ogółem | Kobiety | Kobiety | Mężczyźni | Mężczyźni |
| osób   | %       | osób   | %       | osób    | %         |           |
| ------ | ------- | ------ | ------- | ------- | --------- | --------- |
| Ogółem | 119 503 | 100    | 62 033  | 51,91   | 57 470    | 48,09     |
| Miasto | 41 400  | 34,64  | 21 838  | 18,27   | 19 562    | 16,37     |
| Wieś   | 78 103  | 65,36  | 40 195  | 33,64   | 37 908    | 31,72     |

▶Wieś vs ▶miasto
Ogółem (▶k, ▶m)
Miasto (▶k, ▶m)
Wieś (▶k, ▶m)

## Sąsiednie powiaty
- Warszawa (miasto na prawach powiatu)
- powiat nowodworski
- powiat legionowski
- powiat pruszkowski
- powiat grodziski
- powiat sochaczewski